# Tropidosaura essexi
Tropidosaura essexi — вид ящірок родини ящіркових (Lacertidae). Мешкає в Південній Африці.

## Поширення і екологія
Tropidosaura essexi мешкають в Драконових горах на кордоні Лесото і Південно-Африканської Республіки, зокрема в горах Малоті-Дракенсберг. Вони живуть на високогірних луках та на афро-альпійських пустищах, трапляються в густих заростях на берегах струмків та серед каміння біля підніжжя скель. Зустрічаються на висоті від 2392 до 3337 м над рівнем моря. Відкладають яйця.